# Louis LeBourdais
Pour les articles homonymes, voir LeBourdais.
Louis LeBourdais (26 juin 1888-27 septembre 1947) est un homme politique canadien en Colombie-Britannique. Il est député provincial libéral de Cariboo de 1937 jusqu'à son décès en 1947. Il est membre de la coalition libérale-conservatrice à partir de 1941.

## Biographie
Né à Clinton en Colombie-Britannique, LeBourdais étudie sur place et à New Westminster. Vivant à Quesnel, il possède des intérêts miniers dans le secteur de Barkerville.
LeBourdais meurt en fonction à Quesnel en septembre 1947 à l'âge de 59 ans.
Le parc LeBourdais de Quesnel est nommé en son honneur.